# Рациональный оптимист
Рациональный оптимист (англ. The Rational Optimist) ― научно-популярная книга британского журналиста и бизнесмена Мэтта Ридли, изданная в 2010 году. Мэтт Ридли также является автором книги «Красная королева: секс и эволюция человеческой природы».

## Содержание
Книга Мэтта Ридли в первую очередь сосредоточена на преимуществах врожденной склонности человека к торговле. Мэтт Ридли утверждает в своей книге, что эта врожденная черта является источником современной человеческой цивилизации, торговля и создала нынешнюю цивилизацию.

## Отзывы
Билл Гейтс похвалил книгу за критику противодействия международной помощи, но в то же время раскритиковал книгу за недостаточное представление о глобальных катастрофических рисках.
С другой стороны, Рикардо Салинас Плиего похвалил автора книги как защитника свободной торговли и глобализации.
Майкл Шермер дал книге положительные отзывы в журналах «Nature» и «Scientific American», прежде чем перейти к изложению схожих идей в выступлениях на конференции и частично в ответ на написание «Моральной арки». Наконец, Дэвид Папино выразил удовлетворение книгой, которая критикует тех «фаталистов, которые настаивают на том, что все идет от плохого к худшему».
Джордж Монбио, в отличие от других, в своей колонке «Guardian» критиковал книгу. Критики книги говорят, что в ней не рассматриваются вопросы неравенства в благосостоянии и других критических замечаний по поводу глобализации.

## Издание на русском языке
В России книга «Рациональный оптимист» была издана в 2015 году.